# Le Temps (Schweiz)
Le Temps ist eine französischsprachige Tageszeitung in der Schweiz, die in Genf erscheint. Die Zeitung ist die französischsprachige Referenzzeitung der Schweiz in den Bereichen Politik, Aussenpolitik, Kultur und (neben L’Agefi) Wirtschaft.
Le Temps entstand 1998 aus dem Zusammenschluss von Journal de Genève et Gazette de Lausanne und Le Nouveau Quotidien. Die erste Ausgabe erschien am 18. März 1998. Schwerpunkte werden auf Information, kompetente Analyse und Meinungsbildung gelegt. Die Zeitung wird in der ganzen Schweiz und auch in Frankreich vertrieben. Den Namen hat sie von der französischen Referenzzeitung der Dritten Französischen Republik, Le Temps (seit 1944 Le Monde), entliehen.

## Geschichte

### Gazette de Lausanne(1804–1991)
1798 gründete Gabriel-Antoine Miéville aus Grandson den Peuple vaudois. Bulletin officiel. Der Name der Zeitung wechselte mehrmals, wurde 1800 zum Bulletin hélvetique und wegen Aufwiegelung der Bevölkerung geschlossen, auferstand aber umgehend wieder als Journal hélvetique, wurde 1803 zum Bulletin vaudois und schliesslich am 3. Januar 1804, um Verwechslungen mit dem politischen Konkurrenten Nouvelliste vaudois auszuschliessen, zur Gazette de Lausanne. 1816 übernahm die Gazette das 1804 gegründete Journal suisse und nannte sich fortan Gazette de Lausanne et Journal suisse.

Frontseite der Erstausgabe des Peuple vaudois. Bulletin officiel

Die Erscheinungsweise war 1804 bis 1855 zwei- oder dreimal wöchentlich, ab 1856 täglich. 1917 bis 1928 erschien sie zweimal, dann während mehrerer Jahre sogar dreimal täglich, ab 1965 wiederum einmal pro Tag. Die politische Ausrichtung war liberal. Bedeutende Journalisten waren Édouard Secretan, Albert Bonnard, Edmond Rossier, Maurice Muret, Edgar Junod, Georges Rigassi, Gaston Bridel, Georges Duplain und Pierre Béguin. Die beiden Letztgenannten lancierten und leiteten die Samstagsbeilage Gazette littéraire, die in der Westschweiz zwischen 1949 und 1972 das wichtigste kulturelle Informationsorgan war. Da sich die Gazette ab den 1960er Jahren zunehmend in finanziellen Schwierigkeiten befand, verstärkte sie ab 1970 die redaktionelle Zusammenarbeit mit dem Journal de Genève.

### Journal de Genève(1826–1991)
Das Journal de Genève war eine liberale Tageszeitung, die erstmals am 6. Januar 1826 in Genf als Wochenzeitung und ab 1850 als Tageszeitung erschien. Sie entwickelte sich zur führenden Zeitung für Politik, Finanzen und Wirtschaft in der Westschweiz.

### Journal de Genève et Gazette de Lausanne(1991–1998)
1991 übernahm das Journal de Genève die 1804 gegründete, in finanzielle Schwierigkeiten geratene Gazette de Lausanne vollständig. Der Name Gazette de Lausanne erschien nur noch im Untertitel. Die Hauptaktionäre des Fusionsprodukts waren die Familienstiftung Sandoz (17 %), die Genfer Börse (16 %) und der kantonale Arbeitgeberverband (15 %). Die hohen Kosten einer internationalen, renommierten Tageszeitung für Genf trugen die Hauptaktionäre, v. a. die Genfer Privatbankiers, welche 1992 und 1996, um die Defizite (1996: 2,9 Mio. CHF) zu decken, Kapital nachschiessen mussten.

### Le Nouveau Quotidien(1991–1998)
Ebenfalls 1991 starteten drei Schwergewichte der Schweizer Presse, Edipresse (damals Herausgeber fast aller Westschweizer Presseerzeugnisse, u. a. 24 heures, Le Matin, Tribune de Genève, Beteiligungen in Spanien und Portugal, 16 Kinos in Lausanne und Genf), Ringier und Publicitas, ein Konkurrenz-Qualitätsblatt, Le Nouveau Quotidien. Chefredaktor war Jacques Pilet. Der Nouveau Quotidien erreichte das Niveau und das Renommee des Journal de Genève jedoch nicht. Er kam nie in schwarze Zahlen und fuhr grosse Verluste ein.

### Le Temps(ab 1998)
Inzwischen war auch das Journal de Genève defizitär. Eine Übernahme durch die NZZ scheiterte, und auch für den Nouveau Quotidien waren keine neuen Geldgeber zu finden. Die Herausgeber der beiden Zeitungen verständigten sich nach Verhandlungen darauf, die beiden Blätter zu einer neuen Zeitung unter dem Namen Le Temps zu fusionieren. 89,4 % der neuen Herausgebergesellschaft hielt «ER Publishing», die zu je 50 % Edipresse und Ringier gehörte. 6,1 % hielt der im Verlagsgeschäft stark engagierte Genfer Bankier Claude Demole, 2,4 % die Société des Rédacteurs et du Personnel du Monde und 2,1 % die Société éditrice du Monde. Später gab Demole 3,1 % an ER Publishing ab.

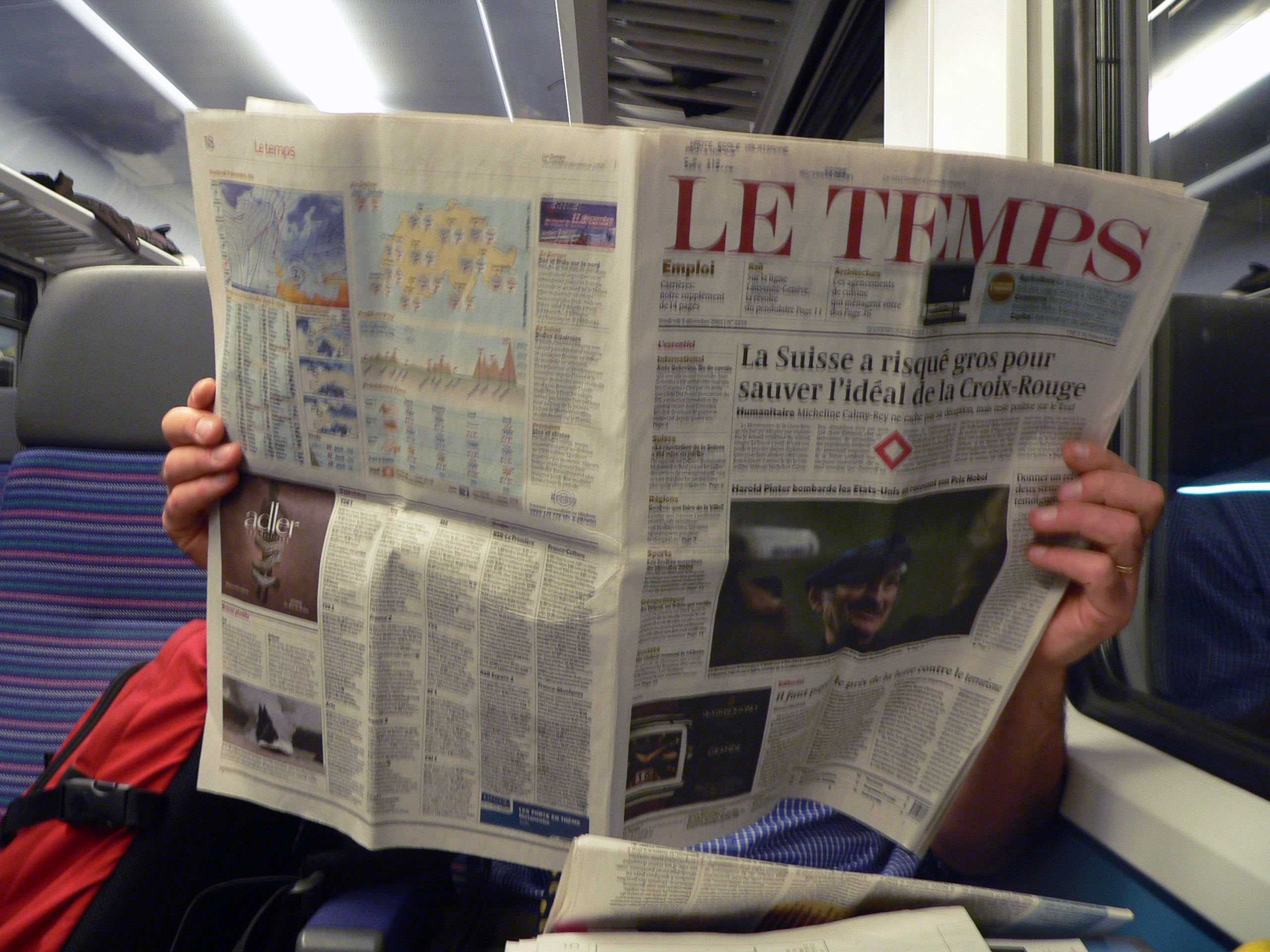
Die französischsprachige Zeitung Le Temps

Erster Chefredaktor wurde Eric Hoesli (1998–2002), danach folgten Jean-Jacques Roth (2002–2010) und Pierre Veya. 
2010/2011 gab Edipresse seine Schweizer Medienaktivitäten an das Zürcher Medienunternehmen Tamedia ab, womit sich die harten Konkurrenten Ringier und Tamedia als Partner bei einer wichtigen Schweizer Zeitung wiederfanden. Im Oktober 2013 erklärten sie darauf, Le Temps verkaufen zu wollen. Falls sich kein valabler Käufer finde, werde einer der beiden Le Temps ganz übernehmen. Aus wettbewerbsrechtlichen Gründen kam dafür jedoch von vorneherein nur Ringier in Frage. Als valabler Kandidat für den Kauf blieb nur der «Cercle des Amis du Temps» übrig, dessen Angebot jedoch nicht genügte. In der Folge übernahm Ringier den Anteil von Tamedia an Le Temps und hält damit 92,5 %.
Seitdem die Tribune de Genève als Kopfblatt von 24 heures herausgegeben wird und der Einstellung von La Suisse ist Le Temps neben dem kleinen katholischen Le Courrier die letzte Tageszeitung aus Genf.
Seit den 2010er Jahren besteht bei der Zeitung auch ein kostenpflichtiges Onlineportal, welches im Januar–September 2018 0,996–1,225 (2016 0,812–0,932) Mio. Unique Clients, 3,287–3,882 (2016 2,363–3,134) Mio. Visits und 5,841–7,072 (2016 5,037–5,900) Mio. Page Impressions auswies.

### Le Temps(ab 2021)
Per 1. Januar 2021 hat die Stiftung Aventinus, mit Sitz in Carouge (GE), die Aktien von Le Temps SA von Ringier Axel Springer Schweiz übernommen. Die Redaktion wurde von Lausanne nach Genf verlegt. Präsident der 2019 gegründeten Stiftung ist François Longchamp.

## Historisches Archiv
In Zusammenarbeit mit der Schweizer Nationalbibliothek, der Bibliothèque de Genève sowie der Bibliothèque cantonale et universitaire de Lausanne und mit finanzieller Unterstützung der Sandoz-Familienstiftung, der Banken- und Finanzgruppe Mirabaud und der Marketing-, Verkaufs- und Dienstleistungsgruppe für Medien und Werbetreibende PubliGroupe wurden sämtliche Ausgaben der Gazette de Lausanne von 1798 (Peuple vaudois. Bulletin officiel) bis 1991, des Journal de Genève von 1826 bis 1998 und des Nouveau Quotidien von 1991 bis 1998 digitalisiert und werden der Öffentlichkeit seit Dezember 2008 gratis online zur Verfügung gestellt.